# Iris Murdoch
Dame Jean Iris Murdoch (født 15. juli 1919, i Dublin, Irland, død 8. februar 1999) var en britisk forfatter og filosof. Hun studerede ved Somerville College (Oxford).
I de senere år led hun af Alzheimers sygdom.

## Udvalgt bibliografi

### Romaner
- Under the Net (1954)
- The Sandcastle (1957)
- A Severed Head (1961)
- The Unicorn (1963)
- Bruno's Dream (1969)
- The Black Prince (1975)
- The Sea, the Sea (1978, Bookerprisen)

### Filosofi
- Sartre: Romantic Rationalist (1953)
- Metaphysics as a Guide to Morals (1992)

## Ekstern henvisning
- Iris Murdoch-selskabets hjemmeside Arkiveret 15. januar 2009 hos  Wayback Machine (på engelsk)

1. ↑  Navnet er anført på engelsk og stammer fra Wikidata hvor navnet endnu ikke findes på dansk.